# Gagea bithynica
Gagea bithynica är en liljeväxtart som beskrevs av Adolf Adolph A. Pascher. Gagea bithynica ingår i Vårlökssläktet och i familjen liljeväxter.
Artens utbredningsområde är Turkiet. Inga underarter finns listade.